# Деделишки
Деделишки (лит. Dėdeliškės, пол. Dziedzieliszki) — деревня в Лентварском старостве, в Тракайском районе Вильнюсского уезда Литвы. Располагается в 2 км на западе от Григишек, в 5 км на востоке от Кариотишек.

## Физико-географическая характеристика
Деревня Деделишки располагается в 2 км на западе от Григишек, в 5 км на востоке от Кариотишек, на западе от Деделишек находится озеро Диджюлис (лит. Didžiulis), в южной части находится небольшое озеро Крауслюкас (лит. Krausliukas). Основные улицы Деделишек: Kalno gatvė (Горная улица), Šaltinių gatvė (улица Источников).

## История
Деделишки под названием Дедилишки упоминаются на картах Российской Империи 1860 года, 1872 года, под названием Dziedzieliszki упоминаются на Польских картах 1925 года, 1933 года, на Советских картах 1940 года Деделишки обозначены под названием Дзедзелишки, на картах 1990 года обозначены под нынешним названием Деделишки. По данным на 2021 год в деревне проживает 183 жителя.

## Население
| 1905                           | 1931 | 1959 | 1970 | 1979 | 1989 | 2001 | 2011 | 2021 |
| ------------------------------ | ---- | ---- | ---- | ---- | ---- | ---- | ---- | ---- |
| 157                            | 182  | 130  | 126  | 106  | 75   | 74   | 137  | 183  |
| Гистограмма динамики населения |      |      |      |      |      |      |      |      |